# Vicious Delicious
Vicious Delicious è il sesto album degli Infected Mushroom, pubblicato il 26 marzo 2007 da YoYo Records.

## Il disco
Vicious Delicious ha un tipo di sound differente rispetto ai precedenti album degli Infected Mushroom. L'album contiene pezzi di elettronica e in particolare trance, ma con varie influenze. I brani includono riff rock, campionamenti vocali, strumenti di musica etnica. Il brano Heavyweight è forse l'esempio più calzante di questo mescolamento di stili. Il brano Artillery, invece, è sostanzialmente un pezzo hip-hop.

## Tracce
CD (BNE 78)
Testi e musiche di Infected Mushroom.
1. Becoming Insane – 7:26 – (feat. Gil Cerezo)
2. Artillery – 4:30 (Infected Mushroom, Bunting, Hendriks, Swollen Members) – (feat. Swollen Members)
3. Vicious Delicious – 7:33
4. Heavyweight – 7:33
5. Suliman – 6:13
6. Forgive Me – 3:38
7. Special Place – 6:59
8. In Front of Me – 4:37
9. Eat It Raw – 6:32
10. Change the Formality – 7:48
11. Before – 6:57

## Formazione
- Amit Duvdevani - missaggio, arrangiamenti, masterizzazione, produzione
- Erez Aizen - missaggio, arrangiamenti, masterizzazione, produzione
- Gilberto Cerezo - voce
- Brandon McCulloch - voce
- David Ho - artwork

## Classifiche
| Classifica | Posizione massima |
| ---------- | ----------------- |
| Messico    | 22                |